# Hélio de Sousa Costa

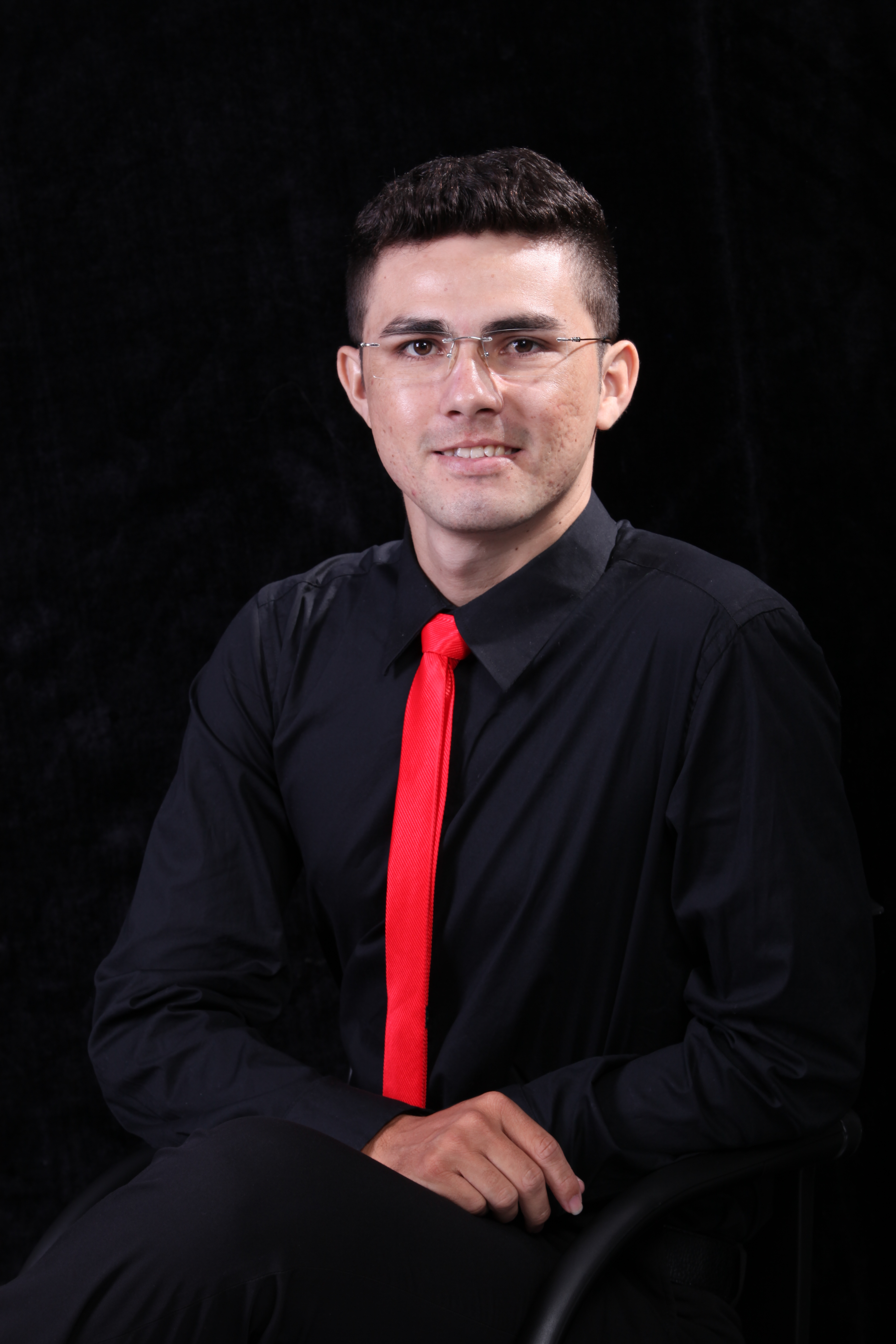
Hélio Costa em setembro de 2017, após receber a carteira da OAB

Hélio de Sousa Costa (Coreaú, 19 de agosto de 1992) é um jovem advogado brasileiro que ganhou notoriedade em todo o país após conseguir, em dezembro de 2019, através de uma Ação Popular, a suspensão da nomeação do Sr. Sérgio Nascimento de Camargo ao cargo de presidente da Fundação Cultural Palmares – FCP, que foi realizada no governo do presidente Jair Bolsonaro pelo Ministro Chefe da Casa Civil, Onyx Dornelles Lorenzoni.

## Biografia
Hélio de Sousa Costa nasceu em Coreaú, Estado do Ceará, no dia 19 de agosto de 1992, filho mais velho de Raimundo Rodrigues da Costa e Benedita Araújo de Sousa Costa. 
Ex-agricultor, formou-se em direito pela Faculdade Luciano Feijão (FLF) através do Fundo de Financiamento Estudantil (FIES), logrando êxito no Exame da OAB no 8º semestre do curso, tendo recebido a carteira em 20/09/2017. É casado com Galba Faustino e pai de dois filhos.